# 最上义淳
最上义淳（？—永正元年1504年10月16日）日本战国时代初期武将，出羽国最上氏第八代当主。父亲为第七当主最上满氏，儿子则有最上义定、中野义建和谷地辉幸。通称四郎五郎，官位左卫门佐，幕府官职位羽州探题。
最上义淳是第七代当主最上满氏的嫡男，但是却跟出羽国的中野氏有血缘关系，所以最上义淳的次男最上义建后来继承了中野氏家督并改名为中野义建。永正元年（1504年10月16日）病逝，由嫡子最上義定繼承家督。